# Velika Ilova
Velika Ilova (szerbül: Велика Илова), település Bosznia-Hercegovinában, a Bosanska Krajina és a Bosanska Posavina közötti átmeneti területen, Prnjavor község területén, a Szerb Köztársaságban. 

## Fekvése
Bosznia-Hercegovina északi részén, Banja Lukától légvonalban 41, közúton 74 km-re északkeletre, községközpontjától légvonalban 10, közúton 13 km-re északra, az Ilova és bal oldali mellékvize a Plavuša mentén fekvő dombvidéken, 157-222 méteres tengerszint feletti magasságban fekszik. A falu házai döntően a Prnjavorról Srbacra menő főút mentén sorakoznak. Településrészei: Kalabe, Maletići, Simići, Stevanovići, Topići és Velika Ilova.

## Népessége
| Nemzetiségi csoport | Népesség 1991 | Népesség 2013 |
| ------------------- | ------------- | ------------- |
| Szerb               | 979           | 694           |
| Bosnyák             | 0             | 0             |
| Horvát              | 5             | 4             |
| Jugoszláv           | 1             | 2             |
| Egyéb               | 56            | 7             |
| Összesen            | 1041          | 707           |

## Története
A település területén található régészeti leletek tanúsága szerint itt már az őskorban emberi települések álltak. A Gradina tetején a bronzkortól fogva egy erődített település is állt. Az itteni élénk emberi életet a közeli temető sírjai is megerősítik. További őskori emberi települések nyomai találhatók a Radin Kamen és a templom közelében található Sjenokos lelőhelyeken.
A térség 1878-ig tartozott az Oszmán Birodalomhoz, ekkor a berlini kongresszus határozata alapján az Osztrák-Magyar Monarchia része lett. 1879-ben az első osztrák-magyar népszámlálás során a Prnjavori járáshoz tartozó településnek 182 háztartása és 1496 ortodox lakosa volt. 1910-ben a Prnjavori járáshoz tartozó településen 120 háztartást, 755 ortodox, 4 katolikus és 2 muszlim lakost találtak. Az akkori településhez Grabik és Pečeneg Ilova is hozzá tartoztak. A monarchia szétesésével 1918-ban előbb a Szerb-Horvát-Szlovén Királyság, majd 1929-től a Jugoszláv Királyság része. 1921-ben a településnek 336 háztartása és 2098 lakosa volt. Az 1929-es törvény értelmében, amikor Bosznia-Hercegovinát négy banovinára, Drinskára, Vrbaskára, Zetskára és Primorskára osztották, a település a Vrbaska banovina része lett, amelynek székhelye Banja Luka volt Jugoszlávia megszállása után a Független Horvát Állam (NDH) része lett. A második világháború után a település a szocialista Jugoszláviához tartozott. A daytoni békeszerződést követő területfelosztásnál a település Prnjavor község részeként a Szerb Köztársaság területéhez került.
Velika Ilován ma a népesség mintegy 70 százaléka külföldön van, az emberek többnyire Svájcban és Ausztriában dolgoznak. Az itt élő helyiek kizárólag mezőgazdasággal foglalkoznak, kisebb részük önkormányzati szolgálatban dolgozik, mert itt nincs olyan helyi cég, amelyik nagy létszámban foglalkoztatna embereket.

## Oktatás
Petar Kočić Általános Iskola

## Nevezetességei
- A Szentlélek Eljövetele tiszteletére szentelt ortodox temploma 1974-ben épült, 2000-ben felújították, bővítették és újra felszentelték. Az ortodox plébániához Velika, Pečeneg és Gornja Ilova hívei tartoznak.

- Gradina – őskori erődítmény és temető maraványai. Az erőd a Jadovica völgyének egy kiemelkedő magaslatán állt, mely a déli oldalról volt megközelíthető. A magaslat platójának középső részén sok őskori kerámiatöredéket találtak. Déli és keleti oldalán számos csontvázas sír került elő. A csontvázak egyikén bronz lábkarikákat találtak. Az erőd és a temető korát a késő bronzkorra, vagy a vaskorra tették.[3]

- Radin Kamen – őskori telep maradványai. A magaslat hosszúkás tetején ritka megmunkálású kovakövek kerültek elő. A maradványok a paleolitikum időszakából származnak.[3]

- Sjenokos – őskori hamvasztásos temető maradványai. A település templomának közelében található magaslat lapos tetején ritka kerámiatöredékeket és épen maradt nagyméretű edényeket találtak. Az urnás temető korát a késő bronzkorra tették.[3]